# Ludwig Brieger
Ludwig Brieger nació en el Condado de Glatz, Kladsko, Silesia, 26 de julio de 1849 - falleció en Berlín, 18 de octubre de 1919. Fue un prolífero escritor y un gran científico especializado en medicina, que falleció a los 70 años de edad.
Su vida se dedicó a la Enseñanza, a la Divulgación Científica y a la Medicina.
También fue el primero en utilizar el concepto Toxina en su libro Veber Ptomaine. En el año 1885 consiguió una rápida popularización de ese término y por decirlo de otra forma puede considerarse el creador del término Toxina.
Realizó grandes avances en muy diversos campos como la química, la farmacología o el estudio de los diferentes tóxicos. 

## Introducción

### Infancia
Brieger nació en verano de 1849 en la ciudad de Glatz, situada en la Silesia prusiana, que en el día de hoy pertenece a Polonia, aunque es un territorio fronterizo con la República Checa, recibiendo una gran influencia de las grandes ciudades centroeuropeas.
Su educación básica la desarrolló en uno de los colegios de su pequeña localidad, teniendo la imperiosa necesidad de emigrar a Breslavia para continuar con sus estudios.

### Juventud
Brieger continua su formación académica en Breslavia, localidad situada en el suroeste de Polonia que en la actualidad cuenta con casi 650.000 personas.
El joven Brieger se graduó como Doctor en Medicina en Estrasburgo en el año 1875. posteriormente realizó un postgrado en Viena y Berlín sobre las quemaduras pulmonares.

## Vida profesional

### Medicina
Al finalizar sus estudios Universitarios, Brieger trabajó como asistente en un hospital privado dedicado a la Oftalmología en Breslavia, siendo pupilo a la vez de Julius Cohnheim.
En 1876 toma la decisión de emigrar a Suiza, concretamente a Berna para trabajar como asistente de Heinrich Quincke, un reputado terapeuta.
En el año 1878 Brieger se mudó a Berlín trabajando para Friedrich Theodor von Frerichs, un experto en Medicina Interna. Consiguiendo el prestigio necesario para trabajar con Ernst Viktor von Leyden en el Primer Hospital Médico de Berlín.
En 1890 Brieger consiguió formar parte de un hospital y un dispensario privado. En el año 1891 Brieger fue elegido como  Médico Jefe del Hospital Universitario y de la Sección de Enfermedades Contagiosas.
Ludwig Brieger fue un hombre que consiguió un gran número de éxitos académicos y profesionales, tanto en medicina como en enseñanza, por ejemplo recibió el título Geheimer redizinabrat, que solo se concede a los mejores médicos prusianos.

### Enseñanza
Después de haber conseguido el Doctorado en Medicina en la Universidad de Estrasburgo en 1875 y haber trabajado para grandes eminencias de la época como Julius Cohnheim en Breslavia, Heinrich Quincke en Berna, Friedrich Theodor von Frerichs y Ernst Viklor von Leyden en Berlín, consideró verse capacitado para practicar la docencia, siendo docente privado desde 1881 a 1887, año en el que pasó a ser profesor titular en la Universidad de Berlín.
En el año 1897 obtuvo  la Cátedra de Patología y Terapéutica en la Universidad de Berlín, consiguiendo en 1899 la Cátedra en Terapia General.

## Divulgación Científica y Obras
Ludwig Brieger tuvo una intensa actividad escritora, elaborando un gran número de artículos, ensayos, libros y colaborando con muchas revistas científicas. Brieger trata varios campos como la Bacteriología, la Patología Terapéutica, la Química o la Farmacología, siendo un experto en todas estas áreas del conocimiento.
Algunos de los ensayos o libros más destacados son los siguientes:
- 1.  Impacto fisiológico de los laxantes: Año de publicación 1877.[4]

- 2.  Productos aromáticos de putrefacción en las proteínas: Publicado en 1879 en el Journal of Physical Chemistry.[4]

- 3.  Partes del Pus pusilamine: Año de publicación en 1881 en Zeitschrift Fur Physikalische Chemie.[4]

- 4.  Parálisis del terror: Contribución en “Diario de Medicina Clínica” desde la página 121. Año de publicación 1881.[4]

- 5.  Bifurien products of the bacteria, en Zeitschrift fur Physikalische chamie en el año 1884.[4]

- 6.  Veber Ptomaime: Son una colección de 6 ediciones publicadas en 1885 y recogidas en 19 bibliotecas. En esta obra el autor demuestra que las bacterias desarrollan sus cualidades perjudiciales debido a un producto tóxico específico, las Toxinas y las Toxoalbuminas.[4]

- 7.  Estudios sobre Toxinas Bacterianas, junto a C. Frankel: Publicado en Ibid en el año 1889 desde la página 241 y desde la página 268.[4]

- 8.  Transmisión de la inmunidad a través de la leche, junto a Chrlich: Publicado en 1892 en el Medirinische Wochenschrift desde la página 393.[4]

- 9.  Experimentos de la transferencia de la Sífilis en animales y en la Terapia de Suero en la Sífilis: Publicado en el año 1899 en el Clinical Yearbook.[4]